# Vadims Voinovs
Vadims Voinovs (ur. 3 kwietnia 1965 w Rydze) – radziecki, a potem łotewski judoka. Olimpijczyk z Barcelony 1992, gdzie zajął 21. miejsce w wadze półciężkiej.
Uczestnik mistrzostw świata w 1993 i 1999. Startował w Pucharze Świata w latach 1989-1991 i 1993. Piąty na mistrzostwach Europy w 1992 i 1993, złoty medalista w drużynie w 1989 i 1990 roku.

## Letnie Igrzyska Olimpijskie 1992
| Konkurencja | Eliminacje                 | Klas. końcowa |
| Konkurencja | Przeciwnik I               | Miejsce       |
| ----------- | -------------------------- | ------------- |
| 95 kg       | Dmitrij Siergiejew (WNP) P | 21.           |